# Erwin Bowien
Erwin Johannes Bowien (3 de setembro de 1899 em Mülheim an der Ruhr - 3 de dezembro de 1972 em Weil am Rhein) foi um pintor, autor e poeta alemão.

## Biografia
Erwin Bowien nasceu como filho de Erich Bowien, um engenheiro de construção civil e mais tarde diretor financeiro do Porto de Weil am Rhein, às margens do Reno, e da sua esposa Anna Maria, nascida Neufeld, na cidade de Elbing, na Prússia Oriental. Ele cresceu no bairro de Charlottenburg, em Berlim, e mais tarde em Neuchâtel, na Suiça. Bowien fez amizade com Eric Thiébaud, que possibilitou depois da Segunda Guerra Mundial a volta dele à Suiça, em 1948. 
Bowien iniciou a sua formação artística na Escola de Artes e Ofícios em Neuchâtel com o professor William Racine. O fabricante de chocolate Carl Russ-Suchard apoiava o jovem Bowien, e comprou inúmeros quadros dele.
Como cidadão alemão, Bowien foi convocado ao exército quando completou 18 anos. Em 1917 e 1918 ele servia como intérprete numa unidade de escuta na Primeira Guerra Mundial. Nessa época ele criou aquarelas e desenhos do front na Floresta de Argonne. Ele foi liberado do exército em 1919 em Hannover.
Após a guerra, Bowien frequentou primeiro cursos noturnos na Escola de Artesanato em Hannover. Depois de um estudo em 1920 e 1921 na Academia das Belas Artes de Munique com o professor Robert Engels, ele passou em 1922 para a Academia de Artes de Dresden, onde foi instruído pelo professor Richard Müller. Em seguida ele fez um curso para professor de desenho na Escola Nacional de Artes no bairro de Schöneberg, em Berlim, com Philipp Franck, e história da arte com Oskar Fischel. Bowien fez o exame para professor de artes práticas em 1923 em Düsseldorf; nos anos seguintes ele fez várias viagens para desenvolver o seu talento artístico, às cidades de Kassel, Aachen, Hamburgo, Lübeck, Karlsruhe, Friburgo em Breisgau, Basileia, Königsberg e Hildesheim, mais tarde a Praga e Viena (1928), como também ao norte da Italia.
Bowien começou como professor no Realgymnasium em Hechingen nas Terras de Hohenzollern, em seguida de 1925 até 1932 em Solingen como professor artístico no Gymnasium Schwertstraße, onde Walter Scheel foi um dos seus alunos - e mais tarde presidente da Alemanha. Nesses anos ele deu mais que 100 palestras sobre temas relacionados à história da arte na Faculdade Comunitária local. Além disso ele foi incumbido de fazer uma série de desenhos sobre todos os processos operacionais na fábrica Zwillingswerk, também em Solingen. E como consequência das chamadas Medidas de Emergência de Brüning, ele foi obrigado a deixar o trabalho na escola. Nesse tempo ele visitava regularmente o Salão Literário de Erna e Hanns Heinen, do qual resultou uma amizade com a família que durou até o fim da sua vida. A filha da família Heinen, Bettina Heinen-Ayech (1937-2020) se tornou a sua mais importante estudante de pintura.

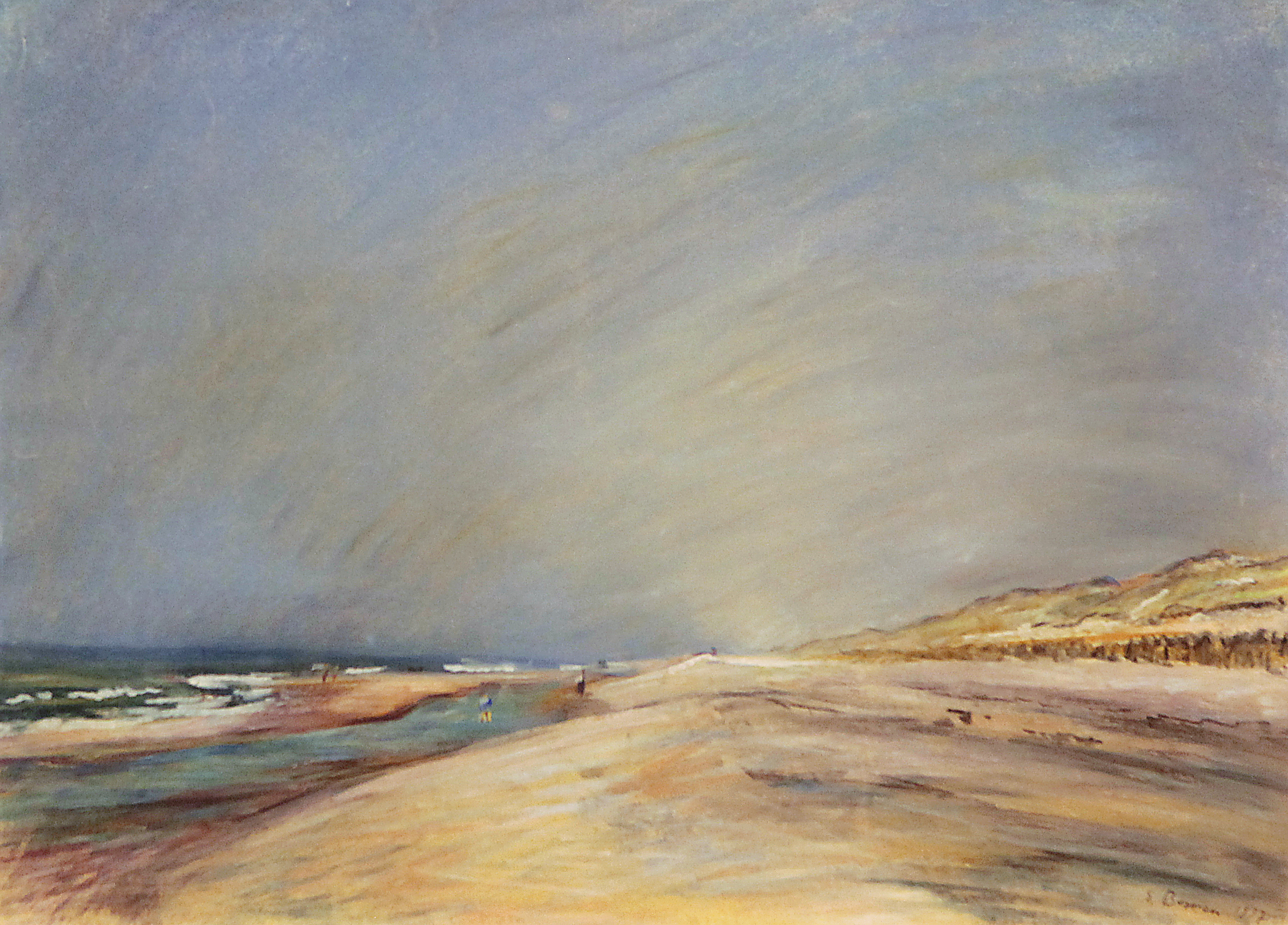
Egmond aan Zee (1937)

Entre 1932 e 1942, Bowien viveu como artista autônomo em Egmond aan de Hoef, no norte da Holanda, na antiga casa do filósofo René Descartes. Depois de ter sido dispensado da escola, ele viajou a Amsterdam para visitar uma exposição de Rembrandt, e ficou na Holanda. O seu estudante de pintura mais importante foi Dirk Oudes. Em 1945, Bowien fez uma longa viagem pelo norte da África, passando pela Líbia, Tunísia, Argélia e Marrocos, acompanhado de um comerciante de madeira que financiou a viagem e em compensação ganhou a metade das obras do artista. A viagem foi árdua e enfraqueceu a sua saúde. Além de paisagens, Bowien pintou numerosos retratos de pessoas e famílias para holandeses abastados. O Museu da Frísia Ocidental em Hoorn comprou alguns de seus quadros, outros quadros foram doados ao Rijksmuseum (Museu Real) de Amsterdam, ao Koninklijk Huisarchiev em Haia, ao Regionaalarchief Alkmaar e à Paróquia de Schoorl.
Bowien só disse indiretamente que a causa da sua recusa de voltar para a Alemanha foi a tomada do poder pelos nazistas - a política lhe causava todo dia uma nova agonia. "Assim os quadros que eu pintei nessa época se tornaram uma espécie de grito. O mar não podia ser revolto o suficiente, as nuvens nao podiam ser tenebrosas o suficiente. Depois da ocupação da Holanda pela Wehrmacht alemã, ele ficou preso três dias em Alkmaar. Como ele não podia mais ganhar dinheiro na Holanda por causa da situação política, ele voltou com grande pesar à Alemanha. Ele deixou 35 de suas obras com um negociante de arte em Haia, logo depois elas desapareceram. Ele ficou por meio ano na casa da família Heinen em Solingen, onde ele pintou em 1942 uma série de aquarelas sobre a cidade - o último ciclo de quadros sobre a cidade antes da sua destruição em novembro de 1944.
Para Bowien, a estação seguinte foi Augsburgo. Por causa da Segunda Guerra Mundial, não havia molduras e telas para comprar, assim Bowien teve a ideia de comprar retratos do Führer e cartazes de propaganda nazista, passar uma primeira demão e usá-los para pintar quadros de Augsburgo. Os quadros vendiam bem, mas ele foi denunciado à Gestapo, e os quadros foram confiscados pela Câmara de Cultura do Reich; mais de 30 quadros foram destruídos como consequência da guerra. Sem o certificado militar e outros documentos, ele fugiu para Kreuzthal-Eisenbach (hoje um bairro da cidade de Isny). Lá ele pintou quadros baseados nas suas memórias da guerra, Les heures perdus du Matin ("As horas perdidas da manhã), e ele ajudou a esconder um prisioneiro de guerra francês.
Depois da guerra, Erwin Bowien voltou a Solingen, onde ele viveu a partir de 1950, alternando com a sua cidade natal Weil am Rhein. Ele continuou viajando à caça de motivos, tanto na Alemanha como na Suiça, Suécia, Noruega (onde ele comprou a cabana que ele chamou de Bettina-Bo, na ilha de Alsten), França, Argélia, aí visitando a pintora Bettina Heinen-Ayech. Em 28 de julho de 1970 ele casou com Inken Strohmeyer, nascida Vogt. Ele morreu em 3 de dezembro de 1972 em Weil am Rhein, onde também foi enterrado. Seus quadros foram adquiridos pelo Ministério da Cultura de Renânia do Norte-Vestfália, pelo Museu da Frísia do Norte (Nissenhaus) em Husum, pelo Dreiländermuseum (previamente chamado Museum am Burghof) em Lörrach, pelo Kreisheimatmuseum Springe e pelas coleções municipais em Hannoversch Münden, Solingen e Weil am Rhein.
Em 20 de outubro de 1976 foi fundada a Associação Amigos de Erwin Bowien no Deutsches Klingenmuseum, em Solingen.

## Exposições
- 1917 Neuchâtel (Neuenburg), Suiça.	Exposição na Galerie "Rose d´Or".[14]
- 1927 Solingen,	Alemanha. Primeira exposição no Salão da Solinger Casino Gesellschaft.[9]
- 1928 Solingen,	Alemanha. Segunda exposição	no Salão da Solinger Casino Gesellschaft.[9]
- 1929 Solingen, Alemanha. Terceira exposição	no Salão da Solinger Casino Gesellschaft.[14]
- 1933 até 1941 Holanda: Exposições	em Hoorn,	Egmond,	Gorinchem,	Schoorl,	Haia.[14]
- 1947 até 1959	Solingen, Alemanha. Participação	nas "Bergischen Kunstausstellungen" no	Deutsches Klingenmuseum.[9]
- 1951 Husum,	Alemanha. Exposição	no Museu da Frísia do Norte (Nissenhaus).[14]
- 1954 Bern,	Suíça.	Exposição na	Galerie "Haus der Inneren Enge" (2 a 31 de	maio). Discurso de arbertura pelo Dr. E.M. Fallet-Von Kastelberg.[14]
- 1957 Husum,	Alemanha. Exposição	no Museu da Frísia de Norte (Nissenhaus). O museu	comprou obras do pintor.[9]
- 1957 Copenhague,	Dinamarca. Exposição	no Clube Alemão. Inaugurada pelo Adido Cultural da Embaixada da	Alemanha, Dr. Obermeyer.[9]
- 1958 Solingen,	Alemanha. Exposição	no espaço do jornal "Neue Rheinzeitung".[9]
- 1958 Hannoversch	Münden, Alemanha. Exposição	no Palácio Welfenschloss por ocasião	da reabertura do Museu Local.[9]
- 1958 Copenhague,	Dinamarca. Segunda exposição	no Clube Alemão.[9]
- 1960 Solingen,	Alemanha. Por ocasião	do sexagésimo aniversário do artista, houve entre 17 de janeiro	até 28 de fevereiro uma retrospectiva no Deutsches Klingenmuseum em Solingen.
- 1962 Berna, Suíça.	Exposição na	Galerie Schneider.[9]
- 1964 Paris,	França.	Exposição na	Galerie Duncan (de 2 a 16 de outubro.[9]
- 1965 Au / St.	Gallen, Suíça.	Exposição na	Galerie "Zollstraße"(de 24.4. a 2.5.).[9]
- 1967 Weil	am Rhein, Alemanha. Exposição	na Casa da Educação Popular ("Haus der Volksbildung", de	23.9 a 1.10.9). Diversos quadros foram vendidos ao Museum am Burghof	em Lörrach e à cidade de Weil am Rhein.[9]
- 1968 Friburgo	em Breisgau, Alemanha. Exposição	na Prefeitura (Abril-Maio).[9]
- 1968 Bad	Säckingen, Alemanha. Exposição	no Palácio Trompeterschloss (1.12 a 22.12),	organizado pela Associação	Cultural Kunstverein Hochrhein.[9]
- 1969 Friburgo	em Breisgau, Alemanha. Retrospectiva na	Prefeitura, por ocasião	do seu aniversário de 70 anos, organizado pela União	dos Artistas Plásticos (Union Bildender Künstler).[9]
- 1970 Solingen,	Alemanha. Exposição	no Deutsches Klingenmuseum.[9]
- 1971 Weil am	Rhein, Alemanha. Exposição	na Casa da Educação Popular.[9]
- 1973	Springe/Deister,	Alemanha, postum. Exposição	no Museu Local (de 25.8. a 30.9.1973).[9]
- 1974 Weil am	Rhein, Alemanha, postum. Exposição	na antiga residência de Bowien (de 2.1 a	14.1.1974).[9]
- 1974 Rabat,	Marrocos, postum. Exposição	no Instituto Goethe (de 4.12 a 14.12). Inaugurada pelo	embaixador alemão	Dr. Hendus.[9]
- 1975 Weil am	Rhein, Alemanha, postum. Exposição	na Casa da Educação Popular (de 3.5 a 11.5).[9]
- 1975 Solingen,	Alemanha, postum. Exposiçãõ	no Deutsches Klingenmuseum (de 15.5 a 13.7).[9]
- 1976 Gladbeck	(Cidade de Bottrop), Alemanha, postum. Exposição	no Palácio Wasserschloss Wittringen (de 14.3 a	25.4).[9]
- 1977 Berna, Suíça,	postum. Exposição	na Galerie d´Art Münster (de 25.1 até 15.2).[9]
- 1977 Argel,	Argélia, postum. Exposição	na Galerie "Mohamed Racim" (de 15.11 até	26.11).[9]
- 1978 Buchschlag	Dreieich, Alemanha, postum. Exposição	no Bürgersaal (Salão Cívico) (de 6.9 a 17.9).[9]
- 1980 Remscheid,	Alemanha, postum. Exposição	no Heimatmuseum de Remscheid-Hasten (de 6.7. a	24.8.).[9]
- 1982 Solingen,	Alemanha, postum. Deutsches Klingenmuseum (de 11.9. a 26.9.). Tema:	Bergisches Land.[9]
- 1984 Weil am	Rhein, Alemanha, postum. Galeria Municipal Stapflehus (de 15.3 a	8.4).[9]
- 1984 Solingen,	Alemanha, Deutsches Klingenmuseum (19.08 a 07.10). Tema: Quadros do	Reno, da fonte até o delta.[9]
- 1985 Algier|Argel,	Argélia, postum. Exposição	no Instituto Goethe (de 19.11 até 30.11).[9]
- 1986 Solingen,	Alemanha, postum. Exposição	na Sparkasse (Caixa Econômica) de Solingen (de 16.9 a	16.10). Tema: Holanda.[9]
- 1986 Weil am	Rhein, Alemanha, postum. Sparkasse Markgräfler Land (de 10.11 a	2.12).
- 1988 Weil am	Rhein, Alemanha, postum. Sparkasse Markgräfler Land (de 23.8 a	16.09). Tema: Fronteira tríplice Alemanha-França-Suiça.[9]
- 1988 Remscheid,	Alemanha, postum. Exposição	na Theatergalerie (de 11.9 a 23.10).[9]
- 1991 Solingen,	Alemanha, postum. Sparkasse Solingen (de 10.09 a 04.10.). Tema:	Retratos de cidadãos	de Solingen.[9]
- 1996 Solingen,	Alemanha, postum. Bergisches Museum, Schloss Burg an der Wupper (de	22.9 a 20.10).[9]
- 1999 Solingen,	Alemanha, postum. Museum Baden (de 3.10 a 15.11).[9]
- 1999 Weil am	Rhein, Alemanha, postum. Galeria Municipal Stapflehus (de 20.11 a	19.12).[9]
- 2006 Solingen,	Alemanha, postum. Exposição	na Galerie Liberal (de 26.08 a 6.10).[15]
- 2012–2013 Isny, Eisenbach, Alemanha, postum. Exposição	na Casa Tanne. Tema: Erwin Bowien em Kreuzthal -	Eisenbach.[15]
- 2013–2014 Weil am Rhein, Alemanha, postum. De 13 de outubro de 2013 até 27 de julho de 2014.[16][17]
- 2014 O Museum am Lindenplatz em Weil am Rhein mostrou uma	retrospectiva do pintor.
- 2014 Solingen, Alemanha, postum. Retrospectiva No Museu de Arte de Solingen (de 10.08 a 14.09).[15]
- 2015	Georgsmarienhütte, Alemanha, retrospectiva no Museum Villa Stahmer	(de 14.10 a 15.11).[15]

## Obras
- Das schöne	Spiel zwischen Geist und Welt – Mein Malerleben (A bela	interação	entre espírito e o mundo - Minha vida de pintor) -	autobiografia. Editado por Bettina Heinen-Ayech e a Sociedade Amigos	de Erwin Bowien e.V. Solingen 1995, ISBN	3-88234-101-7.
- Heures Perdues du Matin, Journal d’un	Artiste Peintre, Alpes Bavaroises, 1944–1945. Editado por	Bernard Zimmermann. Editora L’Harmattan, Paris 2000, ISBN	2-7475-0040-3.

## Literatura
- Hansjakob Dresia:	Erwin Johannes Bowien - Eine Einführung in das Werk des Malers	(Uma introdução	à obra do pintor), Solingen, sem data.[9]
- Anônimo: Erwin J. Bowien, Solingen, 60 anos - Catálogo	sobre a exposição	no Deutsches Klingenmuseum em Solingen de 17 de	janeiro até 28 de fevereiro de 1960.[18]
- Hans-Karl Pesch:	Erwin Bowien. Ed.: Bettina Heinen-Ayech e a Associação	Amigos de Erwin Bowien. e.V. 1ª	edição. Solingen 1981.[9]
- W.F.Koeman:	Associação	Amigos de Erwin Bowien, em "Schakels" N°05,	1981. Bergen.
- Hans-Karl Pesch:	Das Leben, das Wesen, das Werk von Erwin Bowien (1899	Mülheim/Ruhr – 1972 Weil am Rhein) - (A vida, a essência, a	obra de Erwin Bowien). Solingen, 1986.[9]
- A. Dietz: Erwin Bowien, der Meister mit dem Pastellstift (Erwin	Bowien, o mestre com o lápis pastel), em: Das	Markgräflerland, 1986, Pg. 200 ff.[19]
- Diana Millies: Erwin Bowien, Bildnisse und Portraits Solinger Bürger (Retratos	de cidadãos	de Solingen), 1991.[9]
- Dokumentação Der Kunstmaler Bowien am Ende der Welt (O pintor Bowien no fim do mundo), da Bayerischer Rundfunk, BR (TV	Bávara), transmitido no domingo, 6 de maio de 2012.[20][21]
- Rudi Holzberger:	Faszination	Adelegg: Fluchtpunkt im Allgäu – Erwin	Bowien im Kreuzthal. Adelegg-Verlag, Eisenbach 2013, ISBN	978-3-00-042789-3.
- Bettina	Heinen-Ayech (Ed.): Erwin Bowien 1899–1972	Werkverzeichnis – Catalogue Raisonné-Werkoverzicht. Verlag	U-Form, Solingen 1999, ISBN	3-88234-103-3.
- Museumskreis e.V.	e Museu Municipal no Lindenplatz em Weil am Rhein (Ed.): Zwischen	Geist und Welt. Erwin Bowien, Livreto complementar à exposição.	De 13.10.2013 até 27.07.2014. Museu Municipal no Lindenplatz. Weil	am Rhein.
- Sytze van der Zee:	Wij overleefden. De laatste ooggetuigen van de Duitse bezetting,	Prometheus, Amsterdam 2019, ISBN	9789044638424.
- Peter J.H. van den	Berg. De schilders van Egmond. W Books, Zwolle 2021, ISBN	978 94 625 83931.
- Claudia Schöning-Kalender: Erwin Bowien:	Künstlerkolonist, Malreisender und Chronist. Em: Art Profil	Kunstmagazin, S. 28–31, Heft-Nr. 146-2022.

## Museus, Arquivos, Coleções públicas
Quadros e manuscriptos do pintor Erwin Bowien estão preservados em diversos museus, arquivos e coleções públicas em vários países europeus. Na Holanda se encontram quadros no Rijksmuseum Amsterdam, no Koninklijk Huisarchiev em Haia, no Museu da Frísia Ocidental em Hoorn, no Museum van Egmond em Egmond a/Zee. Há material dele preservado no Regionaalarchief Alkmaar e no Arquivo RKD - Instituto Holandês da História da Arte em Haia. Na Alemanha há quadros dele na Coleção de Arte do estado de Nordrhein-Westfalen, no Museu de Arte de Solingen, na Coleção de Arte Municipal em Weil am Rhein, no Museu da Frísia do Norte (Nissenhaus) em Husum, no Dreiländermuseum em Lörrach, no Kreisheimatmuseum em Springe/Deister, na Coleção de Arte Municipal Hann.-Münden e na Coleção de Arte da Caixa Econômica de Solingen. Materiais de arquivo se encontram no Arquivo Municipal de Solingen e no Instituto Heinrich-Heine em Düsseldorf. Na Noruega o municipio de Alstahaug  tem uma grande coleção de quadros do pintor. Em Zurique, Suiça, o Arquivo do SIK Isea, Instituto de Ciências da Arte Histórica e Contemporânea preserva materiais do pintor. 

## Filmes, áudio
- 1992 Hassen	Bouabdellah: Bettina Heinen-Ayech – Brief an Erwin Bowien.	Filme, Solingen e Argel, 1992. A versão	francesa tem o título Bettina Heinen-Ayech –	Lettre à Erwin Bowien. O filme foi nominado para a seleção do Festival de Montreal.[26]
- 2010 Georg Bayerle. Die Kunst der Erinnerung na série Zwischen	Spessart und Karwendel, da BR, TV Bávara.[26]
- 2011 Georg	Bayerle. Bergidyll im Allgäu – Das Kreuzthal als Zufluchtsort, 1944, na série Zeit für Bayern. Duração	aprox. de 53 minutos. A primeira transmissão da peça de rádio se	deu no dia 11 de dezembro de 2011.[26]
- 2015 Rudi Holzberger e Georg Bayerle.	Fluchtpunkt im Allgäu. Die Kunst der Erinnerung: Erwin Bowien im	Kreuzthal. Duração	53 minutos. Bayerle – Kümpfel – Holzberger	Foundation. A estreia do filme se realizou no dia 21 de outubro de	2015 no Cine Maxim em Munique.[26]